# Arnold Kruiswijk
Arnold Kruiswijk (* 2. listopadu 1984, Groningen, Nizozemsko) je bývalý nizozemský fotbalový obránce.
Je autorem nejrychlejšího vlastního gólu v historii Eredivisie, 10. září 2006 překonal v dresu Groningenu vlastního brankáře Base Roordu v zápase s Heracles Almelo už po 9 sekundách. Groningen nakonec vývoj zápasu otočil a zvítězil 2:1.

## Klubová kariéra
S profesionálním fotbalem začínal v FC Groningen. V červenci 2008 přestoupil do belgického klubu RSC Anderlecht. Od ledna do června 2010 byl na hostování z Anderlechtu v nizozemském klubu Roda JC Kerkrade, poté přestoupil do SC Heerenveen, kde podepsal čtyřletý kontrakt a setkal se zde se svým bývalým trenérem z Groningenu Ronem Jansem.

## Reprezentační kariéra
Kruiswijk byl členem nizozemského mládežnického výběru U21. Zúčastnil se Mistrovství Evropy hráčů do 21 let 2006 v Portugalsku, kde mladí Nizozemci vybojovali svůj první titul v této věkové kategorii, když porazili ve finále Ukrajinu 3:0. Na turnaji nenastoupil v žádném zápase.